# Ichigo Momomiya
Ichigo Momomiya (桃宮 いちご Momomiya Ichigo?) es la protagonista del manga y anime Tokyo Mew Mew. Ella es conocida como Zoey Hanson en Mew Mew Power.
Ichigo era una chica preadolescente normal quien estaba en una cita con Masaya Aoyama hasta que su ADN es misteriosamente mezclado con el ADN de un Gato de Iriomote. Ahora ella es la "líder" de un grupo de chicas cuyos ADNs también fueron mezclados con el de un animal en peligro de existinción, llamado Tokyo Mew Mew. Las Mew Mews tienen que salvar al mundo de los Chimera Animas, los alienígenas, y el líder alienígena, Deep Blue. Originalmente, Ichigo no quiere formar parte del "Proyecto Mew Mew", ya que simplemente desea pasar tiempo con su amado Masaya. Después, ella de mala gana acepta su destino, dándose cuenta de que ella es una Mew Mew y la importancia de la tarea asignada para ella.

## Historia

### Tokyo Mew Mew
Ichigo es introducida mientras va a una exhibición de Animales en Lista Roja con Masaya Aoyama, su interés amoroso, en donde termina besándolo accidentalmente cuando ella tropieza y cae sobre él. En este momento es cuando se encuentra por primera vez con Mint Aizawa, quien le ofrece un pañuelo y la trata de una manera grosera. Después, Ichigo se encuentra con Lettuce Midorikawa en el museo, en donde ella está siendo molestada por tres chicas quienes están gritándole porque ella les derramó encima su café caliente, incluso cuando ellas decían que querían café caliente, lo cual posiblemente significa que ellas solo querían molestarla. Ichigo va a ayudar a Lettuce, pero Pudding Fong se para enfrente de las chicas primero para molestarlas, y huyen. Ellas se enojan pero Zakuro Fujiwara detiene a las chicas para que ya no molesten a Lettuce. Lettuce afirma que ella tendrá que disculparse con ellas después, Ichigo pregunta por qué y no ve a Lettuce otra vez hasta unos momentos después del terremoto.
Entonces ella se va de la exhibición para tomar algo de aire y poco después se encuentra con las futuras Mew Mews antes de ser inyectada con el ADN de un gato de Irimote. Después ella se encuentra actuando como un gato y recordando la secuencia de un sueño en donde un gato saltó en su cuerpo cuando ella fue inyectada,  dándose cuenta de que algo le ocurrió.

### Tokyo Mew Mew à la Mode
Al comienzo de Tokyo Mew Mew à la Mode, se revela que Ichigo está en Londres con Masaya, estudiando, dejando a las otras miembros de Tokyo Mew Mew peleando con Chimera Animas. Después, ella regresa a Tokio, justo a tiempo para salvar a Berry Shirayuki de uno de «Los Cruzados de Santa Rosa», pero se convierte en gata poco después. Mientras está en su forma de gata, ella dice que sus poderes comenzaron a regresar mientras estaba de vacaciones (lo cual significa que ella debe salvar al mundo otra vez), pero ella solo puede ser una Mew Mew durante 3 minutos y nunca se explica por qué, pero es posible que sea porque sus poderes regresaron hace poco, pero en el Volumen 2, ella puede ser una Mew Mew por mucho más tiempo. Desafortunadamente, Berry no puede entender lo que ella dice. Mientras está en su forma de gata, ella ayuda a Berry bloqueando las barreras ultra-sónicas del ataque de Niño Feliz (lo cual la deja mareada). Berry es capaz de detener a Niño Feliz.
Después, Ichigo y las otras Mew Mew se cambian a la escuela de Berry entonces ellas podrán estar juntas en el caso de un ataque.
Más tarde, los Cruzados de Santa Rosa le lavan el cerebro a los fanes de Tokyo Mew Mew para hacerles creer que Mew Berry es una Mew Mew malvada, que ha estado arruinando Tokyo Mew Mew. Sin embargo, las otras Mew Mews permanecen a su lado.

### Tokyo Mew Mew
Ichigo aparece en el episodio 1, titulado "¡Neko ni Naru! ¡Seigi no Mikata wa Koi Suru Shoujo Nyan!" (¡Convirtiéndose en Gata! ¡La Justicia Yace en una Chica Enamorada!), con Masaya. La introducción de Ichigo en el animé es similar a la del manga, sin embargo hay algunas diferencias. Por ejemplo, lo primero que se ve es a Ichigo preguntándole a Masaya si quiere ir con ella a la exhibición, y poco después Ichigo no se encuentra con las futuras Mew Mew afuera del Museo en el animé. También en el animé ella, y probablemente las otras chicas, son escaneadas con su ADN compatiblemente antes de ser inyectadas. En el manga esto no ocurre. Ichigo sale después de ser escaneada y ahí de repente ocurre un terremoto. Una luz brillante la rodea y en una escena similar a un sueño, un gato se induce en su cuerpo, simbolizando lo infusión. Ella despierta con Masaya a su lado quien le dice que durmió por tres horas. Al día siguiente en su escuela ella comienza a actuar extraño debido a sus nuevos "genes de gato", como dormir demasiado, comer pescado, y decir "¡nya!" (la interpretación Japonesa del "¡miau!" de un gato).

### Mew Mew Power
En Mew Mew Power, la adolescente de 16 años Zoey Hanson debe salvar al mundo mientras tiene que intentar conquistar al amor de su vida, trabajar en el Café Mew Mew, y cumplir con su deber como una Mew Mew al mismo tiempo. Ella tiene una personalidad muy adolescente en Mew Mew Power. Cuando Zoey tiene su infusión de ADN, la escena similar a un sueño no es mostrada, probablemente porque ella aparece desnuda.

## Personalidad
Ichigo tiene la personalidad de una típica heroína Magical Girl: dulce y cariñosa, pero torpe, tímida y descuidada, es propensa a pasar por alto las cosas más perspicaces y más inteligentes que pueda ver, y es hiperactiva cuando está enojada o emocionada. Ichigo reaccina con mucha ira siempre que un ser amado es lastimado, y odia ser tratada como un objeto (a menos de que sea en torno a Masaya), de ahí su reacción hacia Kisshu, ya que él actúa posesivamente hacia ella. Ichigo tiende a soñar despierta y a sonrojarse cuando está en presencia de su amado Masaya, típicamente se pone nerviosa, ocasionalmente se siente confundida sobre sus sentimientos, y es propensa a actuar precipitadamente. Muchas veces, pone su propia relación antes de salvar el mundo. En total, ella es una persona amable que está dispuesta a dar una segunda oportunidad a la gente que quiere.

## Familia
Los padres de Ichigo son Shintarou Momomiya (桃宮晋太郎 Momomiya Shintarou) y Sakura Momomiya (桃宮桜 Momomiya Sakura). Su padre, Shintaro, es irracional, sobreactúa siempre que Ichigo llega tarde, y desaprueba gravemente a Masaya Aoyama antes de conocerlo. Su madre, Sakura, es más comprensiva.

## Forma de gato
Después, como la historia progresa, su ADN de gato comienza a apoderarse de su ADN humano. Cuando ella está emocionada o nerviosa, le salen orejas de gato y una cola. En el anime, cuando ella besa a alguien, se convierte en una gata. Para regresar a la normalidad, debe besar a alguien otra vez. En el manga, sin embargo, si ella se pone muy nerviosa o emocionada se convierte en gata y en el manga no tiene nada que ver con el beso. Pero en el manga, también debe besar a alguien para regresar a su forma humana. También tiene un gusto especial por el pescado y la leche, duerme mucho, a veces se le escapa nya! etc. Su novio Masaya Aoyama, también Ryō Shirogane la salvaron en ocasiones, también Pudding Fong en una ocasión.

## Romanización
En la versión Japonesa del manga, el nombre de Ichigo se escribe en Katakana y en Hiragana. Cuando ella está en su forma Mew Mew, su nombre se escribe en Katakana, y cuando no, su nombre se escribe en Hiragana. Esto debe ser para que ella pueda esconder su identidad como Mew Ichigo. Debido a la diferencia de los sistemas de escritura, esto fue omitido en la versión en inglés y español del manga, ya que en los lenguajes de inglés y español solo hay un sistema de escritura. Por esto, los fanáticos que solo han visto la versión en inglés o español podrían encontrar extraño que nadie descubra su identidad.

## Armas y Habilidades
Ichigo es la líder de las Mew Mew y tiene los típicos poderes basados en el amor. Su poder lleno de emoción la transforma en una chica-gata o en una gata cuando está repentinamente emocionada y también se le da los reflejos de un gato.
Su arma se llama Strawberry Bell (イチゴベル Campana Rosada). En el manga, Ichigo puede combinar su arma con el arma de Mint, Lettuce, Pudding, y Zakuro para formar la Strawberry Bell Versión Mejorada (las cuatro pueden fortalecer su arma en el animé, pero el nombre de esta no cambia, y ninguna de las otras dice el nombre del ataque de Ichigo). Después, el cetro de Mew Berry le es otorgado a Ichigo, la cual transforma su Strawberry Bell en la Mew Strawberry Bell.
Interesantemente, la versión del manga de la Strawberry Bell no tiene una campana unida a esta, pero cuando Ichigo la fusiona con el cetro de Mew Berry, esta tiene una campana (esta se ve diferente a la de la versión animé). En Tokyo Mew Mew à la Mode esta siempre tiene una campana, viéndose como el cetro de Mew Berry y la Strawberry Bell. Es desconocido por qué se ve como esta, ya que su poder ha regresado recientemente y ella no fusiona el cetro de Mew Berry y la Strawberry Bell permanentemente.
En el episodio 29 se demuestra que Ichigo tiene la habilidad de hablar con los gatos. Ella era la única Mew Mew quien podía entender a Asano y después es explicado por Keiichiro Akasaka que ella puede entender a los gatos debido a su ADN de gato. En el animé, cuando ella se transforma en una gata ella es capaz de entender a otros animales, por ejemplo: perros y pájaros. En el manga, solo es capaz de entender a los gatos cuando ella está en su forma de gata. 

### Tokyo Mew Mew
- Arma: Strawberry Bell (イチゴベル)
- Ataque: Ribbon Strawberry Check! (リボンイチゴチェック!)

- Arma: Strawberry Bell (イチゴベル)
- Ataque (solo en el anime): Listón Prisión de Fresa (リボーン・ストロベリー・ジェル)

Usado en el episodio 3; este fue usado para "quitar la rareza de Lettuce". 
- Arma: Strawberry Bell (イチゴベル)
- Ataque: Ribbon Strawberry Surprise!

- Arma (solo en el manga): Strawberry Bell + Flecha de Mint + Castañuelas Lettuce + Anillo de Pudding + Látigo de Zakuro = Strawberry Bell Versión Mejorada (ストロ・ベル・ベル・バージョン・アップ)
- Ataque (solo en el manga): Listón Examen Sorpresa de Fresa (リボーン・ストロベリー・スポライス). En realidad aquí no se entiende, en la versión original, Ichigo agrega al final del nombre de su arma, la palabra "check", en inglés esto significa "verificación", no le consigo dar una traducción acorde al ataque.

- Arma (solo en el manga): Strawberry Bell Versión Mejorada
- Ataque (solo en el manga): Listón Examen Sanador de Fresa (リボーン・ストロベリー・チェック・ヒーリング)

- Arma: Cetro de Mew Berry + Strawberry Bell = Mew Campana Rosada (ミュウ・ストロベリー・ベル)
- Ataque: Listón Sorpresa de Fresa (リボーン・ストロベリー・スポライス)

- Arma (solo en el animé): Cetro de Agua Mew (ミュウ・アクア・ロッド)
- Activación (solo en el animé): ¡Cetro de Mew Agua, brilla!
- Ataque (solo en el animé): Ribbon Aqua Dust (リボーン・アクア・ドロップス)

En el animé, este ataque es usado dos veces, en los episodios 26 y 43. También en el animé Ichigo es la única quien usa este ataque, mientras que en el manga las cinco Mew Mew pueden usarlo si ellas encuentran Agua Mew. También en el animé, el cetro es un artefacto arqueológico encontrodo por Ryo y Keiichiro. Interesantemente, en el episodio 26, el cetro es simplemente entregado a Ichigo por Ryo, como una cosa normal, y en el siguiente episodio este aparece otra vez, pero en el episodio 43, solo aparece en el aire cuando Ichigo lo invoca, como la Campana Rosada.
- Arma: Strawberry Bell
- Ataque (solo en el animé): Técnica Secreta: Distracción de Gata

Usado en el episodio 29 por Ichigo; Ella lanza y atrapa su Campana Rosada repetidamente, como un "boomerang", por eso "distrae" (o "divierte") al Chimera Gato.
- Arma: Strawberry Bell
- Ataque (solo en el animé): La técnica no es nombrada por sí misma; Ichigo usa su arma (Campana Rosada para crear un escudo alrededor de ella misma para protegerse de los ataques de los villanos.

- Arma: Strawberry Bell
- "Ataque (solo en el animé): Extension Mew Poder

Usado en el episodio 38 con las otras Mew Mews para impedir que Tokio fuera destruido por la explosión del Agua Mew.

### Mew Mew Power
- Arma: Campana Rosada
- Ataque: ¡Campana Rosada a todo poder!

- Arma: Campana Rosada con alas
- Ataque: ¡Campana Rosada, poder total!

- Arma: Cetro Rosado
- Ataque: Cetro Rosado, gotas de Agua Azul

## Curiosidades
- En el episodio 213 de Bleach (manga), Chizuru Honshō hace la misma postura de combate que ella.
- Aparece como cameo en su forma de gata negra en el omake 285 de Bleach (manga)

- Datos: Q15536053